# Pohlia bequaertii
Pohlia bequaertii är en bladmossart som beskrevs av Arthur Jonathan Shaw 1987. Pohlia bequaertii ingår i släktet nickmossor, och familjen Bryaceae. Inga underarter finns listade i Catalogue of Life.